# Swing Me an Old Song
Swing Me an Old Song — студийный альбом американской певицы Джули Лондон, выпущенный в 1959 году на лейбле Liberty Records. Продюсером альбома стал муж певицы Бобби Труп, аккомпанировал ей оркестр под управлением Джимми Роулза. На альбоме представлены интерпретации американских песен конца XIX — начала XX века.

## Список композиций
| №  | Название                                | Автор(ы)                   | Длительность |
| -- | --------------------------------------- | -------------------------- | ------------ |
| 1. | «Comin’ Thro’ the Rye»                  | Роберт Бёрнс               | 2:38         |
| 2. | «Cuddle up a Little Closer, Lovey Mine» | Карл Хошна, Отто Харбах    | 2:11         |
| 3. | «After the Ball»                        | Чарльз К. Харрис           | 2:45         |
| 4. | «Be My Little Baby Bumble Bee»          | Генри Маршан, Стэнли Мерфи | 3:26         |
| 5. | «Camptown Races»                        | Стивен Фостер              | 3:24         |
| 6. | «Old Folks at Home»                     | Стивен Фостер              | 2:45         |

| №                   | Название                                  | Автор(ы)                        | Длительность |
| ------------------- | ----------------------------------------- | ------------------------------- | ------------ |
| 1.                  | «Darktown Strutters' Ball»                | Шелтон Брукс                    | 2:33         |
| 2.                  | «How Come You Do Me Like You Do?»         | Джин Остин, Рой Берджер         | 2:33         |
| 3.                  | «Row, Row, Row»                           | Элифалет Орам Лайт              | 2:24         |
| 4.                  | «By the Beautiful Sea»                    | Гарри Кэрролл, Гарольд Аттеридж | 2:16         |
| 5.                  | «Bill Bailey, Won’t You Please Come Home» | Хьюи Кэннон                     | 1:53         |
| 6.                  | «Three O’Clock in the Morning»            | Хулиан Робледо, Теодора Морз    | 3:14         |
| Общая длительность: | Общая длительность:                       | Общая длительность:             | 32:02        |

## Участники записи
- Джули Лондон — вокал
- Джек Шелдон[англ.] — труба
- Эл Вайола[англ.] — гитара
- Джимми Роулза — фортепиано